# Kanawut Traipipattanapong
Kanawut Traipipattanapong (คณาวุฒิ ไตรพิพัฒนพงษ์; nascido em 4 de dezembro de 1997), também conhecido como "Gulf" (กลัฟ), é um ator, cantor e modelo tailandês. É conhecido por sua atuação no filme Bua Pen Fun Yap, e nas séries TharnType: The Series, e Laorchan You Are My Makeup Artist.

## Início da vida e educação
Gulf nasceu em Banguecoque, Tailândia. Ele é o filho mais novo da família e tem uma irmã mais velha. Ele completou sua educação primária na Escola Buranasuksa e educação secundária na Escola Suankularb Wittayalai. Em novembro de 2020, ele se formou em Educação Industrial e Tecnologia na Universidade de Tecnologia Thonburi de King Mongkut.

## Carreira

### 2015 - 2019: Início
Em 2015, aos 17 anos, Gulf estreou como ator de televisão, ele estrelou como "Young Tee", um papel convidado em um dos lakorn do Channel 3, Mafia Luerd Mungkorn: Singha. Ele fez um hiato na atuação para se concentrar em sua educação.
Gulf assumiu pequenas oportunidades de modelagem e atuou em algumas marcas de roupas locais sediadas na Tailândia. Ele fez sua primeira passarela na comemoração do décimo aniversário de uma marca tailandesa, Wonder Anatomie.

### 2019 - 2020: Avanço
Em janeiro de 2019, Gulf foi anunciado para interpretar "Type", um dos principais protagonistas de TharnType: The Series da One31 e Line TV. A série ganhou popularidade no mercado nacional e internacional. De acordo com o oficial da Dek-D, a série tem um total de 3,8 milhões de visualizações.
Em fevereiro de 2020, a sequência TharnType 2: 7 Years of Love foi anunciada. Gulf reprisou seu papel na série. Em novembro de 2020, estreou pela One 31 e Line TV. Ele recebeu vários prêmios por seu papel, incluindo os prêmios "Estrela em Ascensão" e "Melhor Ator Jovem".
Em agosto de 2020, Gulf se juntou a um projeto chamado Boyfriends liderado pela gravadora GMM Grammy. Em 20 de outubro de 2020, ele lançou seu primeiro single chamado "Missing Baby" junto com seu colega, Wanarat Ratsameerat (War).

### 2021 - presente: popularidade crescente
Em 2021, Gulf fez várias aparições em videoclipes de cantores tailandeses, incluindo VYRA e Polycat. Ele apareceu em Kingkhom, um curta-metragem que promoveu Garena Free Fire Tailândia junto com Kom Chuanchuen, um famoso comediante tailandês que morreu devido à COVID-19 antes do lançamento. Em março de 2021, ele foi oficialmente anunciado e contratado como ator/artista pelo Channel 3.
Em 2022, Gulf estrelou como "Gut" em You are my Markup Artist, dramatização de um romance escrito por 'Natepaktra' de mesmo nome, ao lado de Janie Tienphosuwan. Foi bem recebido pelo público. Ele fez sua estreia no cinema quando estrelou como "Kham" em Bua Pun Fun Yub, uma comédia romântica leve, ao lado de Anne Thongprasom, que conquistou reconhecimento e entrou no clube ฿ 100M na Tailândia. Em 2024, ele estrelou a 'série Dhevaprom' - como ator principal em Laorchan, que foi bem recebida pelo público tailandês e seu personagem 'Khun Phu' lhe rendeu grande popularidade. Ele também estrelou outras 4 séries da 'série Dhevaprom'.

## Endossos
Gulf é uma celebridade renomada no campo da moda, entretenimento e apareceu em várias capas de revistas. Em 2020, ele recebeu sua primeira sessão de fotos solo e apareceu na L'Officiel Tailândia. Ele foi modelo da Burberry na Harper Bazaar. Em novembro de 2024, ele tinha mais de 4,8 milhões de seguidores no Instagram.
Ao longo de sua carreira, Gulf participou de campanhas para várias marcas de luxo. Em fevereiro de 2023, ele participou da Semana da Moda de Milão na Itália. Atualmente, ele é embaixador da marca Gucci Tailândia. Ele também é amigo da marca Onitsuka Tiger e rosto da Sulwhasoo Tailândia. Em novembro de 2023, ele foi convidado no MTV Video Music Awards Japan para entregar prêmios aos vencedores.

## Filmografia

### Cinema
| Ano  | Título          | Personagem | Notas           |
| ---- | --------------- | ---------- | --------------- |
| 2022 | Bua Pun Fun Yub | Kham       | Papel principal |

### Televisão
| Ano  | Título                            | Personagem                          | Notas           | Canal     |
| ---- | --------------------------------- | ----------------------------------- | --------------- | --------- |
| 2015 | Mafia Luerd Mungkorn: Singha      | Tee                                 | Papel convidado | Channel 3 |
| 2019 | TharnType: The Series             | Type                                | Papel principal | One31     |
| 2019 | TharnType Special: Lhong's Story  | Type                                | Papel principal | One31     |
| 2020 | Why R U?                          | Type                                | Papel convidado | One31     |
| 2020 | TharnType Special: Our Final Love | Type                                | Papel principal | One31     |
| 2020 | TharnType 2: 7 Years of Love      | Type                                | Papel principal | One31     |
| 2022 | You are my Makeup Artist          | Gat Rattakorn                       | Papel principal | Channel 3 |
| 2024 | Duangjai Dhevaprom: Laorchan      | M.L. Phuthanet Juthathep / Khun Phu | Papel principal | Channel 3 |

### Programas de variedades e documentários
| Ano  | Título                        | Categoria               | Canal                          |
| ---- | ----------------------------- | ----------------------- | ------------------------------ |
| 2019 | คุยแซ่บShow                     | Programa de entrevistas | One31                          |
| 2019 | Khun Pra Chuay                | Show de variedades      | Workpoint                      |
| 2020 | เปรี้ยวปาก                      | Show de variedades      | Channel 3                      |
| 2020 | ห้องballroom                   | Notícias esportivas     | TNA MCOT                       |
| 2020 | ตัวแม่มาแล้ว                     | Programa de entrevistas | Thairat TV                     |
| 2020 | เอกกี้ซอย31                     | Programa de entrevistas | One31                          |
| 2020 | เที่ยวหาเรื่อง                    | Show de variedades      | MCOT HD                        |
| 2020 | My Boyfriend Calls Me Baby    | Programa de entrevistas | Viu                            |
| 2020 | คู่มันส์ Funday                   | Show de variedades      | True Visions                   |
| 2020 | Entertainment Now             | Programa de TV          | Mono29                         |
| 2020 | WOODY SHOW                    | Programa de entrevistas | Channel 7                      |
| 2020 | NineEntertain                 | Programa de TV          | MCOT                           |
| 2020 | 4 ต่อ 4 Family Game            | Programa de jogos       | One31                          |
| 2021 | โหนกระแส                      | Programa de entrevistas | Channel 3                      |
| 2021 | 3 แซบ                         | Programa de entrevistas | Channel 3                      |
| 2021 | KINGKHOM โคตรพยัคฆ์หยุดแผนล้างโลก | Show de variedades      | por Garena Free Fire Tailândia |
| 2021 | Gulf: The Backstage           | Documentário            | Channel 3                      |

## Discografia

### Concertos musicais
| Ano  | Título          | Notas                                       |
| ---- | --------------- | ------------------------------------------- |
| 2023 | Gulf Phenomenon | F. Hero, Bright Vachirawit Chivaaree & Gulf |

### Aparições em videoclipes
| Ano  | Canção                     | Artista                           |
| ---- | -------------------------- | --------------------------------- |
| 2017 | เรื่องจริงทำไม่ได้              | POOM KickKick                     |
| 2020 | ต้องไป                      | IRONBOY                           |
| 2021 | Self Love                  | POLYCAT                           |
| 2021 | ต๊ะต่อนยอน...Hurry Up!       | VYRA (feat. Sunnee)               |
| 2021 | ทุกวันได้ไหม                  | NUM KALA Feat. Thongchai McIntyre |
| 2022 | "Temperamental" (เจ้าอารมณ์) | Stamp Apiwat Ft. Paowalee         |
| 2023 | จีบแบบไม่จีบ                  | LADIIPRANG                        |
| 2024 | All To Myself              | Nene                              |

### Colaboração
| Ano  | Título                  | Notas                                   |
| ---- | ----------------------- | --------------------------------------- |
| 2020 | แฟนผมหาย (Missing Baby) | com Wanarat Ratsameerat                 |
| 2021 | Self Love               | The Body Shop Thailand                  |
| 2021 | ชีวิตดี..เพราะมีเธอ         | Candy Thailand                          |
| 2021 | Can You Be My World     | Biodiversity Chm Thailand               |
| 2021 | ตกลงเธอ...เลือกใคร       | Free Fire 4 FEST                        |
| 2021 | Why You So Serious      | feat. F.HERO Produtores: Nino & Botcash |
| 2022 | Happy Love Day          | 3Plus The Moment                        |
| 2023 | All I Ever Wanted       | Ballistik Boyz from Exile Tribe         |
| 2023 | The Great Celebration   | VIIS                                    |

## Prêmios e indicações
| Ano  | Associações                 | Categoria                                         | Nomeações             | Resultado |
| ---- | --------------------------- | ------------------------------------------------- | --------------------- | --------- |
| 2020 | Line TV Awards 2020         | Melhor Cena de Beijo (com Suppasit Jongcheveevat) | TharnType: The Series | Venceram  |
| 2020 | Kazz Awards 2020            | Estrela em Ascensão                               | TharnType: The Series | Venceu    |
| 2020 | Kazz Awards 2020            | Ator Popular em Ascensão                          | TharnType: The Series | Venceu    |
| 2020 | Kazz Awards 2020            | Melhor Casal do Ano (com Suppasit Jongcheveevat)  | TharnType: The Series | Indicados |
| 2020 | Kazz Awards 2020            | Melhor Cena                                       | TharnType: The Series | Venceu    |
| 2020 | Howe Awards 2019            | Melhor Casal (com Suppasit Jongcheveevat)         | TharnType: The Series | Venceram  |
| 2020 | Thai Crazy Awards 2020      | Melhor Casal (com Suppasit Jongcheveevat)         | TharnType: The Series | Venceram  |
| 2020 | Maya Awards 2020            | Melhor Casal (com Suppasit Jongcheveevat)         | TharnType: The Series | Venceram  |
| 2021 | Yniverse Awards 2020        | Lua do Yniverso                                   | TharnType: The Series | Venceu    |
| 2021 | Yniverse Awards 2020        | ICONIC STAR of the Yniverse                       |                       | Venceu    |
| 2021 | Kazz Awards 2021            | Jovem Atraente do Ano                             |                       | Venceu    |
| 2021 | Maya Awards 2021            | Melhor Casal (com Suppasit Jongcheveevat)         | TharnType: The Series | Indicados |
| 2021 | Thairath_Ent                | Melhor Casal do Ano (com Suppasit Jongcheveevat)  | —                     | Venceram  |
| 2021 | 3rd Zoomdara Awards         | Zoomdara do Ano                                   |                       | Indicado  |
| 2022 | Maya Entertain Awards 2022  | Garoto charmoso                                   |                       | Indicado  |
| 2022 | Maya Entertain Awards 2022  | Voto Popular                                      |                       | Indicado  |
| 2022 | Kazz Awards 2022            | Adolescente Masculino Popular                     |                       | Indicado  |
| 2022 | 10th Thailand Zocial Awards | Melhor Entretenimento nas Redes Sociais - Ator    |                       | Indicado  |